# George Bähr
George Bähr (15. březen 1666 Fürstenwalde, Altenberg – 16. březen 1738 Drážďany) byl německý barokní architekt a stavitel. Jeho nejznámějším dílem je drážďanský Frauenkirche.

## Život a dílo

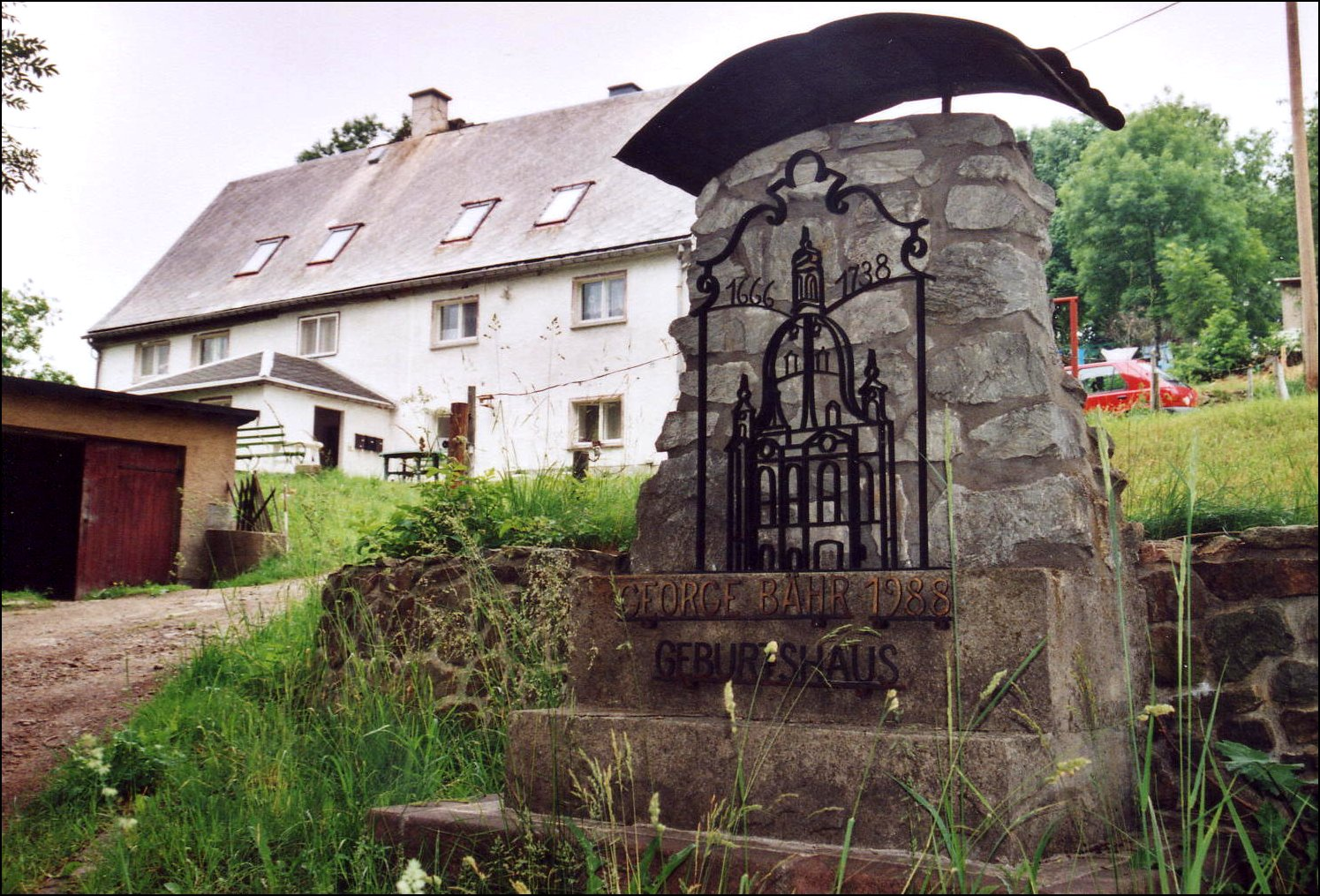
Památník na místě Bährova rodného domu ve Fürstenwalde

George Bähr se narodil jako syn tesaře (podle jiných zdrojů v rodině tkalce) a vyrůstal v chudé rodině v krušnohorském Fürstenwalde. Jeho vzdělání finančně podporoval vesnický duchovní. Školní docházku a tesařskou praxi dokončil v nedalekém Lauensteinu. V roce 1693 odešel Bähr do Drážďan, kde pracoval jako tesař. Jeho snem bylo cestovat po Itálii a poznávat tam slavné stavby, a proto studoval mechaniku, říkal si umělec a mechanik a navrhoval varhanní skříně, zámky a paláce.
Roku 1705 byl Bähr ve svých 39 letech jmenován v Drážďanech tesařským mistrem, ačkoliv neměl mistrovský list. V tomto úřadu se snažil o modernizaci církevních budov, protože ty stávající podle jeho názoru již nevyhovovaly evangelické bohoslužbě.

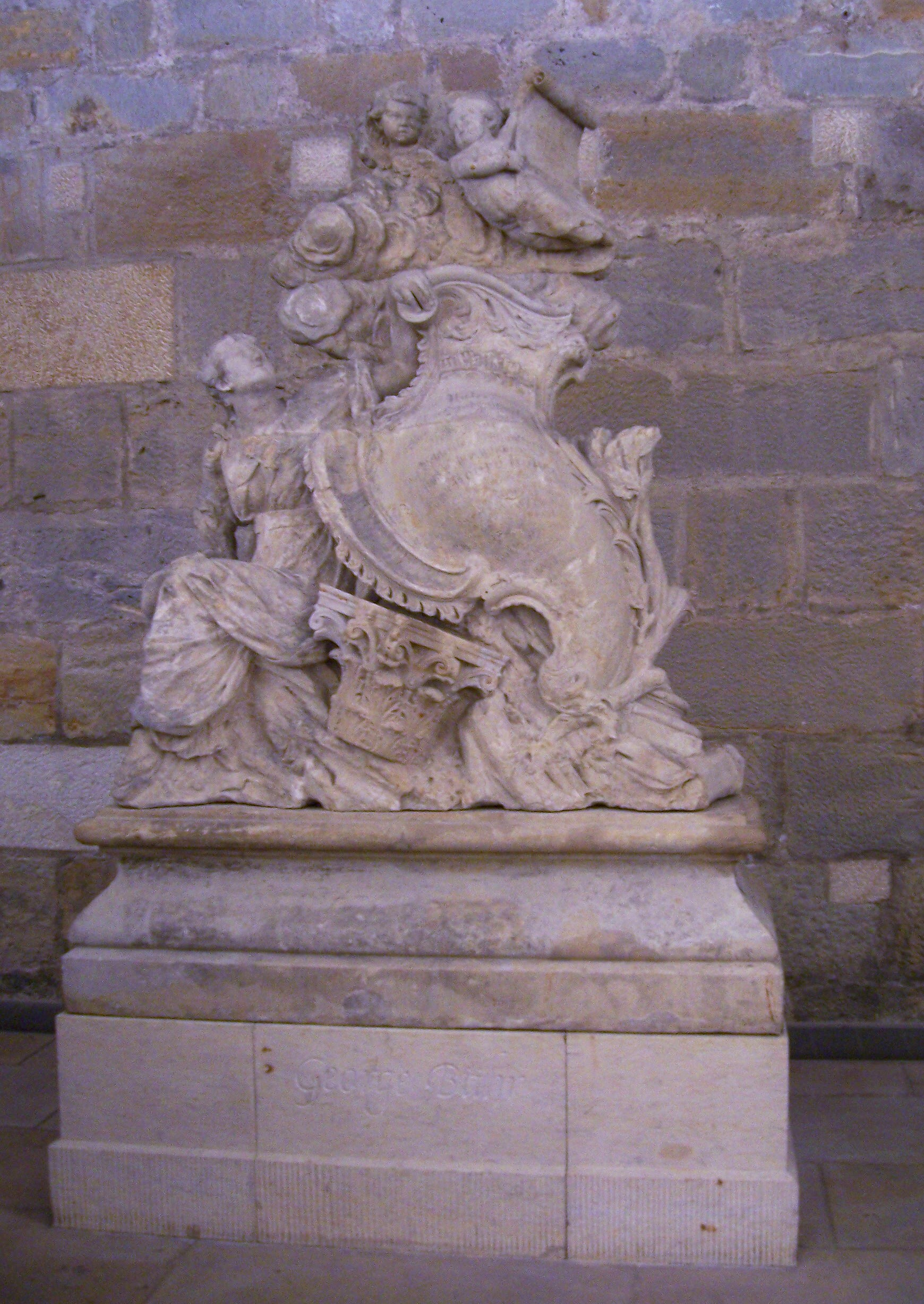
Hrob Georga Bähra v drážďanském Frauenkirche

První stavbou George Bähra byl farní kostel v Loschwitz u Drážďan s protáhlým, osmibokým půdorysem. Kostel byl dokončen v roce 1708. V následujících letech postavil několik kostelů na území tehdejšího Saského kurfiřtství a podle jeho plánů byla v Drážďanech také postavena řada obytných budov. Sám Bähr žil v domě na Seegasse poblíž Altmarktu. Roku 1730 získal titul architekt. Záliba ve stavbě a navrhování varhan jej přivedla k psaní skladeb pro tento nástroj.
Bährovým hlavním dílem je drážďanský Frauenkirche. Stavbou byl pověřen v roce 1722 a jeho návrh byl schválen v roce 1726. Interiér Frauenkirche byl slavnostně otevřen v roce 1734. Kostel byl dokončen až 27. května 1743, téměř pět let po smrti Georga Bähra, a to doplněním kupolového kříže, což Bähr odmítal.
V důsledku nemoci, která ho upoutala na lůžko, George Bähr v roce 1738, osm dní před svou smrtí, rezignoval na funkci tesařského mistra. Zemřel den po svých 72. narozeninách. Tradované pověsti o sebevraždě byly vyvráceny. Na rozdíl od svého přání spočinout ve Frauenkirche byl pohřben na hřbitově Johanniskirchhof. Když se město v roce 1854 rozhodlo hřbitov sekularizovat, byly jeho ostatky na žádost pravnuka znovu pohřbeny v kryptě Frauenkirche a později tam byl přemístěn i náhrobek.
George Bähr byl třikrát ženatý. Se svou třetí manželkou Johannou Juliane Wahlovou, která byla o 22 let mladší a kterou si vzal v roce 1730, měl šest dětí. Když se jim narodilo první dítě (1730), bylo Bährovi 64 let. Jeho žákem a švagrem byl stavitel Johann George Schmidt.

## Přehled staveb
- 1705–1708: kostel v Loschwitz, Drážďany
- 1710–1713: sirotčincový kostel v Drážďanech (nedochoval se)
- 1713–1716: vesnický kostel Nejsvětější Trojice ve Schmiedebergu, Dippoldiswalde
- 1716–1719: kostel v Beitzschu (Bieczu), Brody
- 1719–1726: kostel ve Forchheimu, Pockau-Lengefeld
- 1720–1724: městský kostel v Königsteinu
- 1725–1728: městský kostel v Hohnsteinu
- 1726–1738: Frauenkirche v Drážďanech
- 1731–1732: kostel ve Schmannewitz, Dahlen
- 1732–1738: dohlížení na stavbu kostela Tří králů v Drážďanech, stavba podle plánů Matthäuse Daniela Pöppelmana

## Význam a odkaz

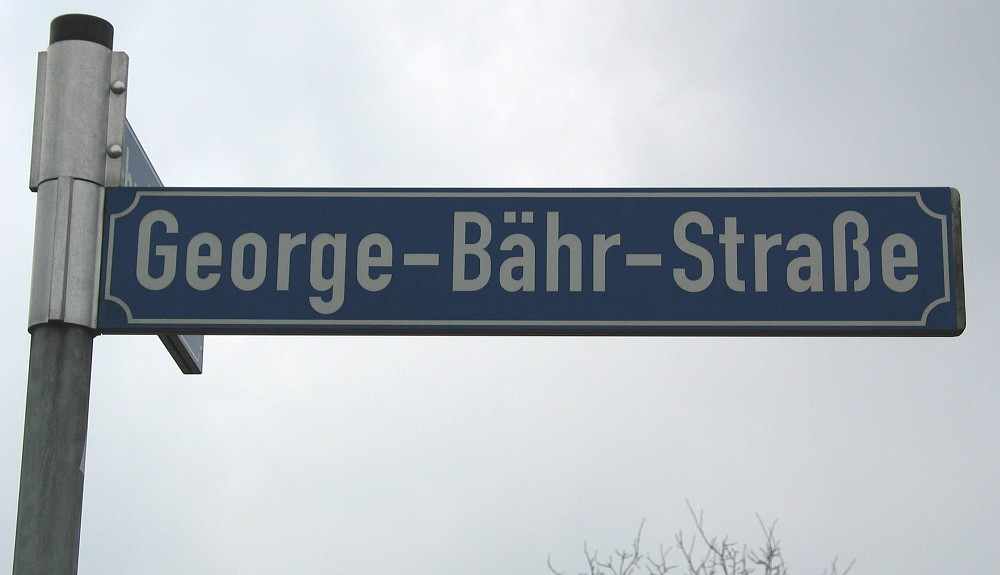
Uliční štítek v Lipsku

Po Georgu Bährovi je v Drážďanech v městské části Südvorstadt pojmenována ulice George-Bähr-Straße. Další ulice nesou Bährovo jméno v Lipsku a ve Forchheimu. Spolkové ministerstvo financí vydalo 1. března 2016 zvláštní známku ke stavitelovým 350. narozeninám. Jelikož chybí jeho portrét, poštovní známka zdobí Frauenkirche. Při Technické univerzitě v Drážďanech vzniklo Fórum Georga Bähra, které pořádá přednášky, workshopy a kolokvia a oceňuje zajímavé architektonické počiny.

## Galerie

Stavby Georga Bähra
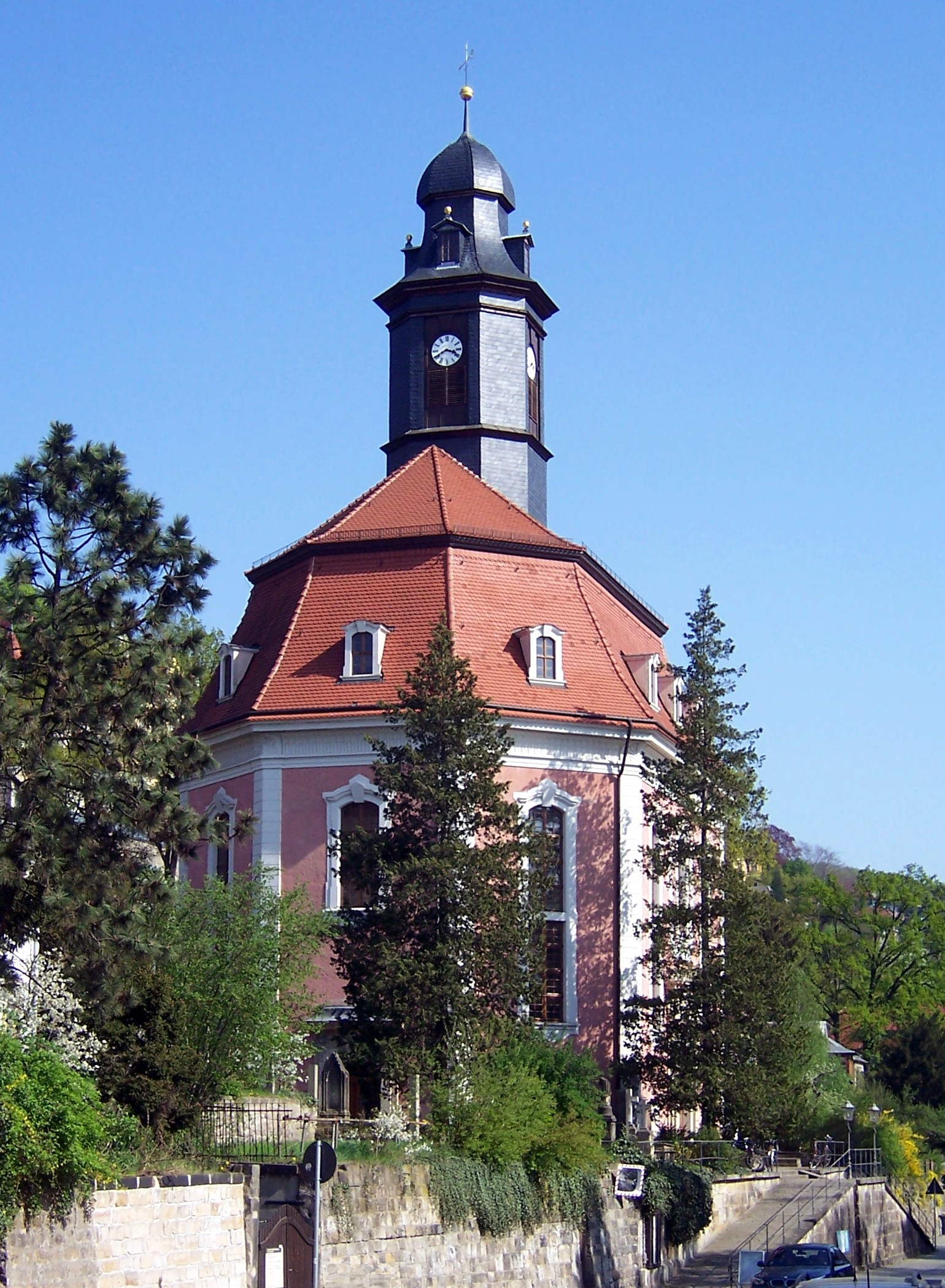
Kostel v Loschwitz
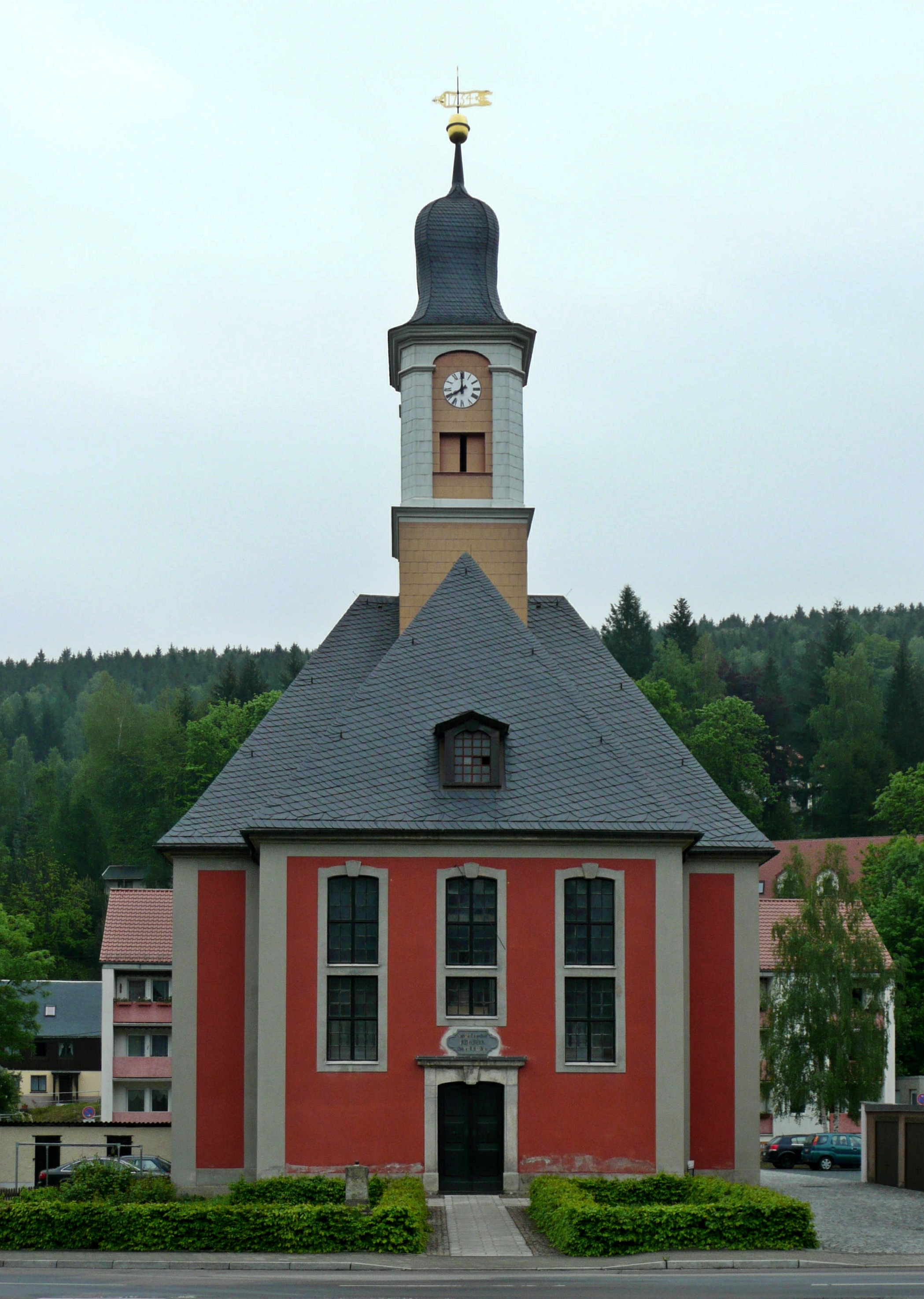
Kostel ve Schmiedebergu
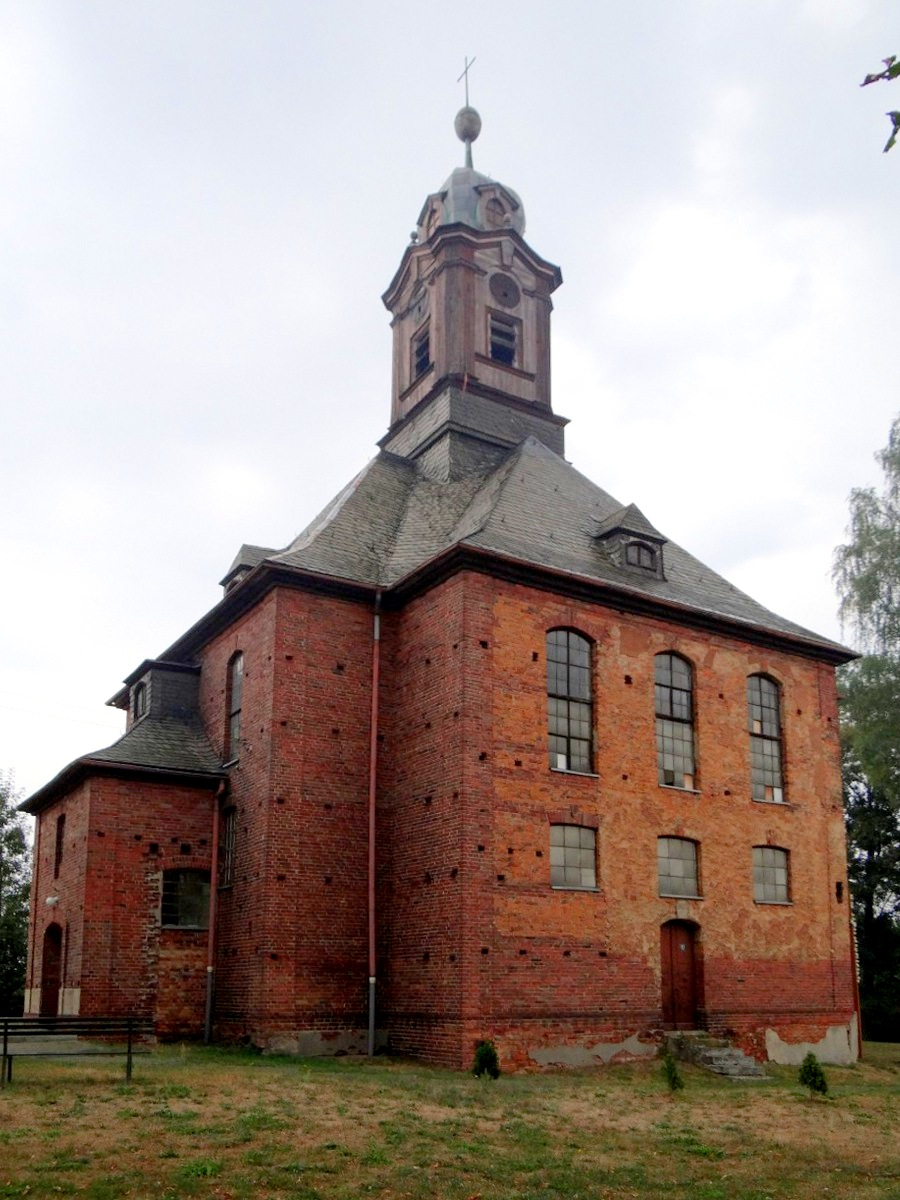
Kostel v Bieczu
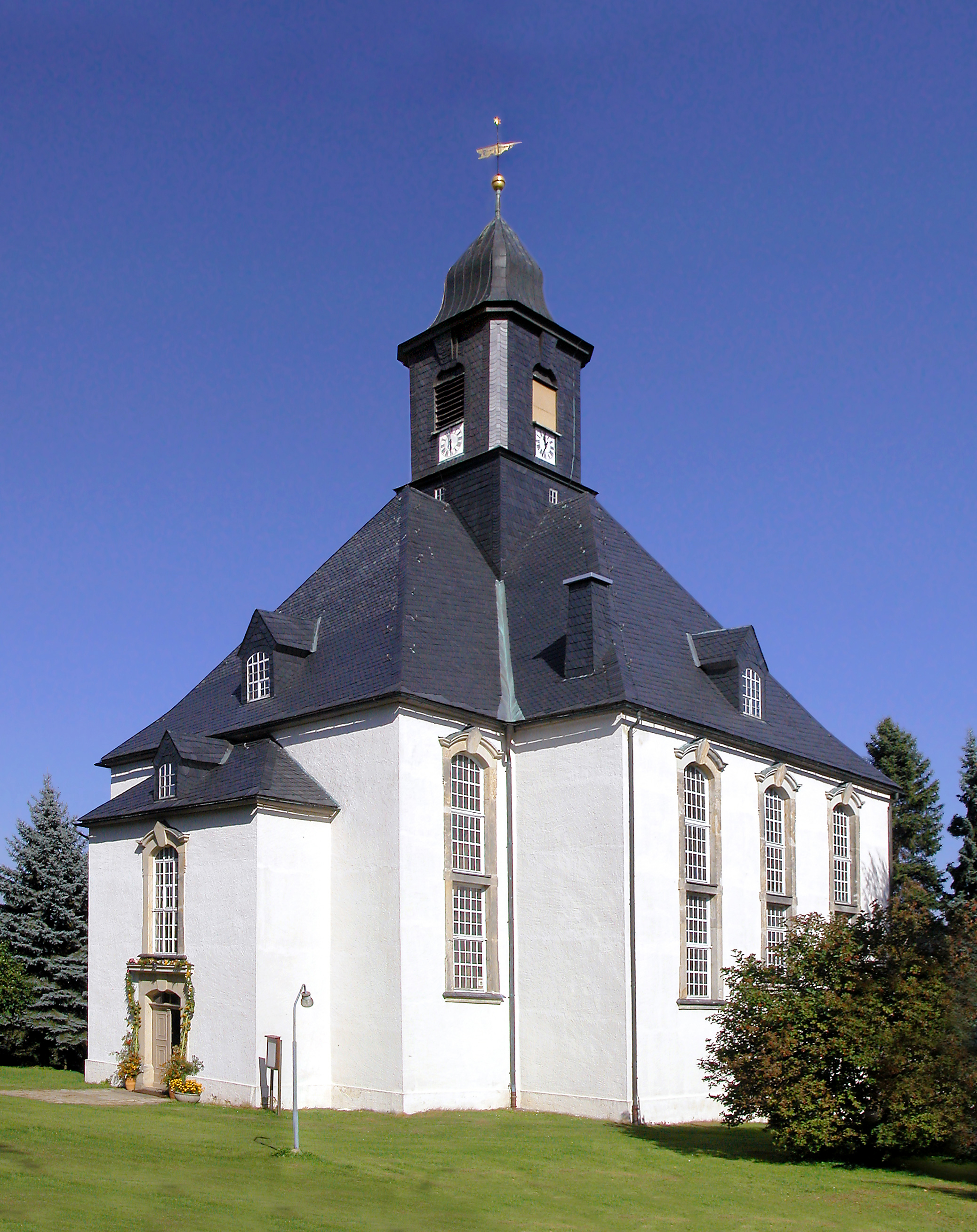
Kostel ve Forchheimu
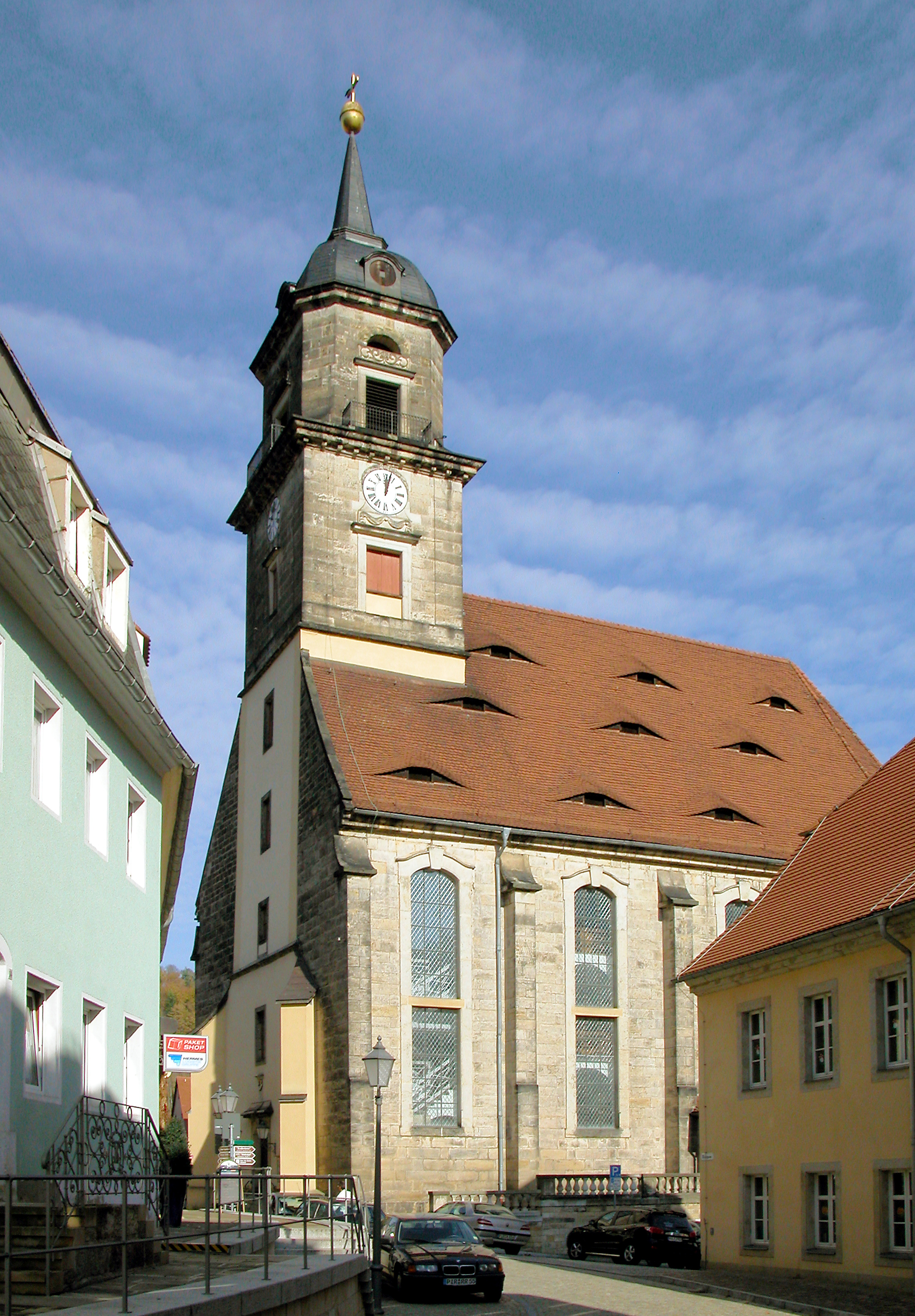
Kostel v Königsteinu
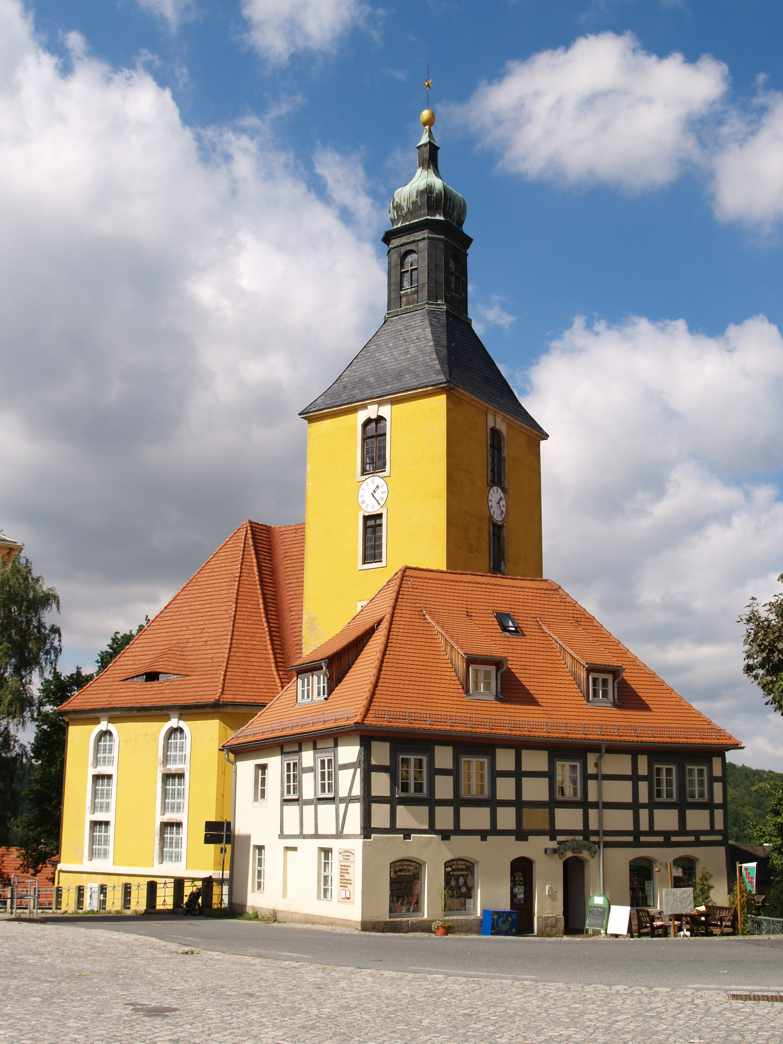
Kostel v Hohnsteinu
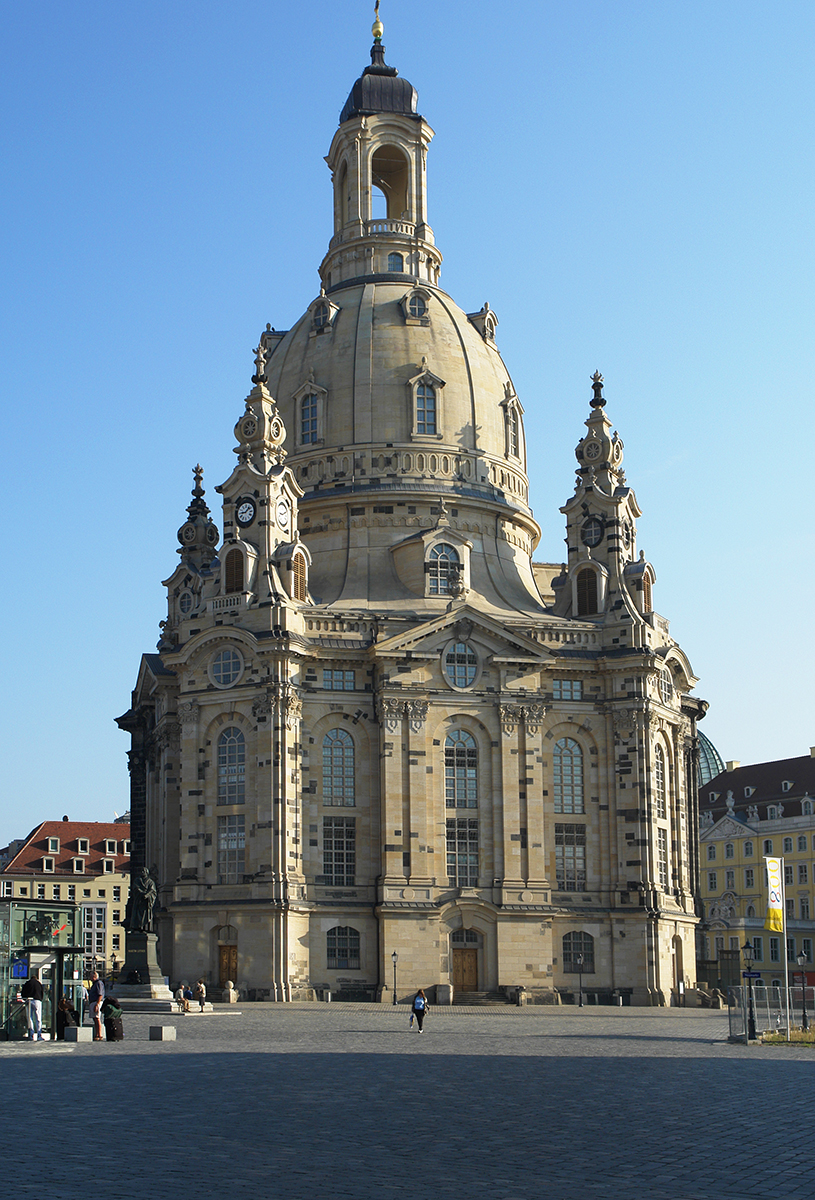
Frauenkirche v Drážďanech
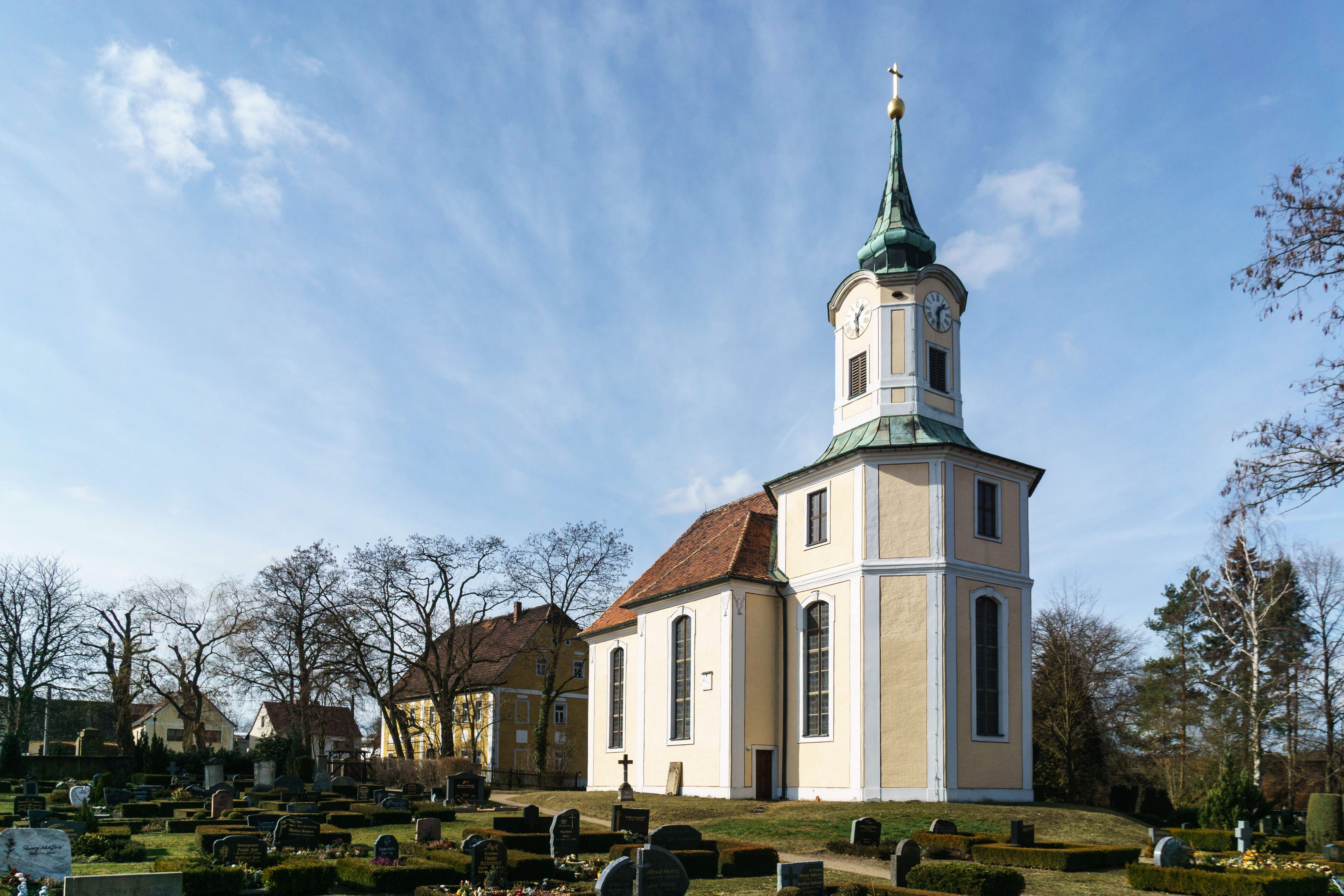
Kostel ve Schmannewitz
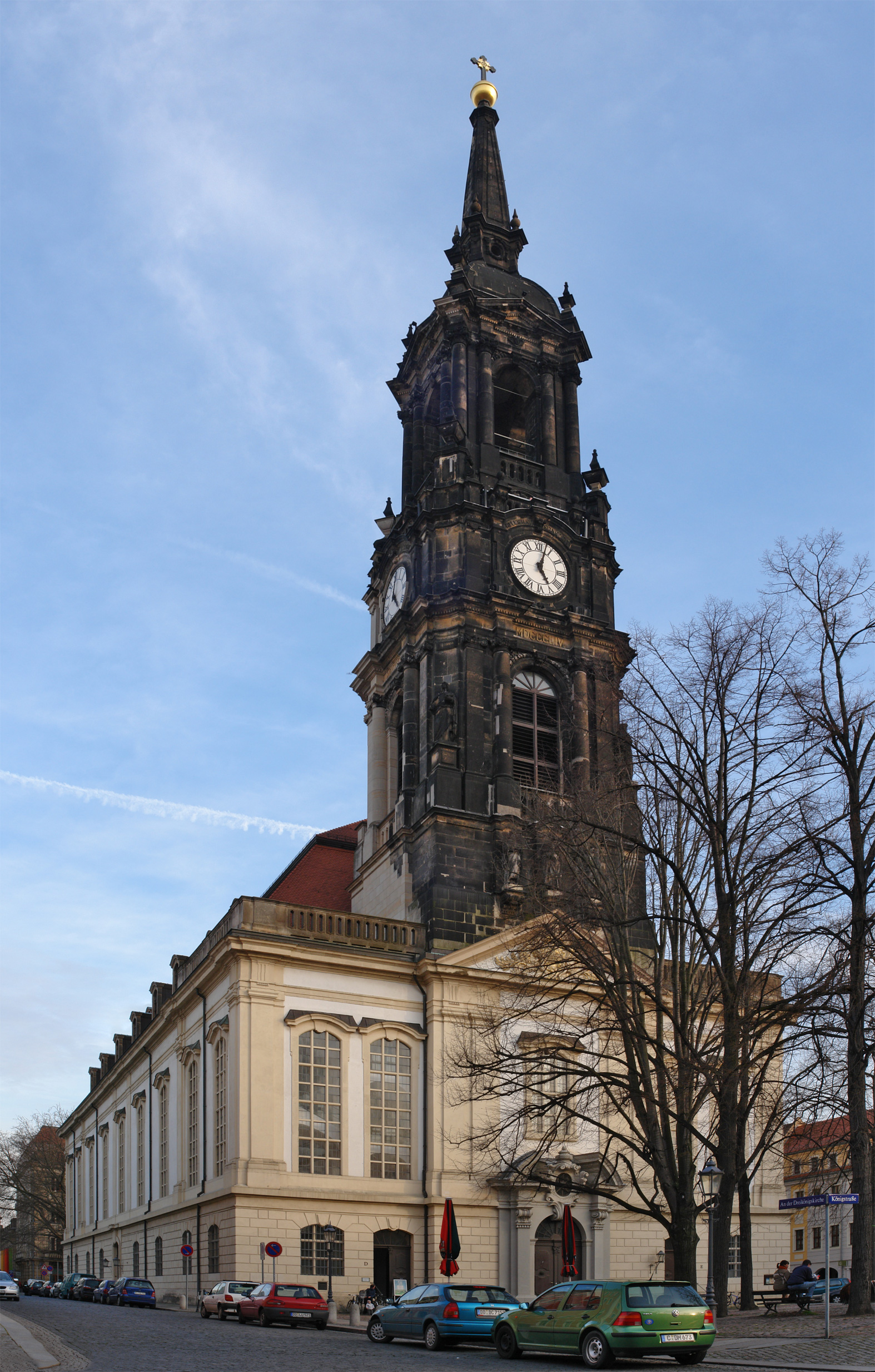
Kostel Tří králů v Drážďanech